# Peter McNamara
Peter McNamara (Melbourne, Victoria, 5 de julio de 1955-Sonthofen, Baviera, 20 de julio de 2019) fue un tenista australiano. En su carrera conquistó veinticuatro torneos ATP y su mejor posición en el ranking de individuales fue n.º 7 en marzo de 1983, mientras que en el de dobles fue n.º 3 en enero de 1982.

## Títulos (24; 5+19)

### Individuales (5)
| N.º | Fecha | Torneo               | Superficie    | Oponente en la final | Resultado          |
| --- | ----- | -------------------- | ------------- | -------------------- | ------------------ |
| 1.  | 1979  | Berlín, Alemania     | Tierra batida | Patrice Dominguez    | 6–4, 6–0, 6–7, 6–2 |
| 2.  | 1980  | Bruselas, Bélgica    | Tierra batida | Balázs Taróczy       | 7–6, 6–3, 6–0      |
| 3.  | 1981  | Hamburgo, Alemania   | Tierra batida | Jimmy Connors        | 7–6, 6–1, 4–6, 6–4 |
| 4.  | 1981  | Melbourne, Australia | Moqueta       | Vitas Gerulaitis     | 6–4, 1–6, 5–5 DEF. |
| 5.  | 1983  | Bruselas, Bélgica    | Moqueta       | Ivan Lendl           | 6–4, 4–6, 7–6      |

### Dobles (19)
| N.º | Fecha | Torneo                          | Superficie    | Pareja          | Oponentes en la final            | Resultado               |
| --- | ----- | ------------------------------- | ------------- | --------------- | -------------------------------- | ----------------------- |
| 1.  | 1979  | Niza, Francia                   | Tierra batida | Paul McNamee    | Pavel Složil Tomáš Šmíd          | 6–1, 3–6, 6–2           |
| 2.  | 1979  | El Cairo, Egipto                | Tierra batida | Paul McNamee    | Anand Amritraj Vijay Amritraj    | 7–5, 6–4                |
| 3.  | 1979  | Bruselas, Bélgica               | Tierra batida | Billy Martin    | Carlos Kirmayr Balázs Taróczy    | 5–7, 7–5, 6–4           |
| 4.  | 1979  | Palermo, Italia                 | Tierra batida | Paul McNamee    | Ismail El Shafei John Feaver     | 7–5, 7–6                |
| 5.  | 1979  | Sídney                          | Hierba        | Paul McNamee    | Steve Docherty John Chris Lewis  | 7–6, 6–3                |
| 6.  | 1979  | Abierto de Australia, Melbourne | Hierba        | Paul McNamee    | Cliff Letcher Paul Kronk         | 7–6, 6–2                |
| 7.  | 1980  | Houston, Estados Unidos         | Tierra batida | Paul McNamee    | Marty Riessen Sherwood Stewart   | 6–4, 6–4                |
| 8.  | 1980  | Wimbledon, London               | Hierba        | Paul McNamee    | Robert Lutz Stan Smith           | 7–6, 6–3, 6–7, 6–4      |
| 9.  | 1980  | Sídney                          | Hierba        | Paul McNamee    | Vitas Gerulaitis Brian Gottfried | 6–2, 6–4                |
| 10. | 1981  | Masters Doubles WCT, Londres    | Moqueta       | Paul McNamee    | Victor Amaya Hank Pfister        | 6–3, 2–6, 3–6, 6–3, 6–2 |
| 11. | 1981  | Stuttgart, Germany              | Tierra batida | Paul McNamee    | Mark Edmondson Mike Estep        | 2–6, 6–4, 7–6           |
| 12. | 1981  | North Conway, U.S.              | Tierra Batida | Heinz GüntDurat | Pavel Složil Ferdi Taygan        | 7–5, 6–4                |
| 13. | 1981  | SawHierba, U.S.                 | Tierra batida | Heinz GüntDurat | Robert Lutz Stan Smith           | 7–6, 3–6, 7–6, 5–7, 6–4 |
| 14. | 1981  | Melbourne, Australia            | Moqueta       | Paul Kronk      | Sherwood Stewart Ferdi Taygan    | 3–6, 6–3, 6–4           |
| 15. | 1981  | Sídney, Australia               | Hierba        | Paul McNamee    | Hank Pfister John Sadri          | 6–7, 7–6, 7–6           |
| 16. | 1982  | Milán, Italia                   | Moqueta       | Heinz GüntDurat | Mark Edmondson Sherwood Stewart  | 7–6, 7–6                |
| 17. | 1982  | Monte Carlo, Mónaco             | Tierra batida | Paul McNamee    | Mark Edmondson Sherwood Stewart  | 6–7, 7–6, 6–3           |
| 18. | 1982  | Wimbledon, London               | Hierba        | Paul McNamee    | Peter Fleming John McEnroe       | 6–3, 6–2                |
| 19. | 1983  | Memphis, U.S.                   | Moqueta       | Paul McNamee    | Tim Gullikson Tom Gullikson      | 6–3, 5–7, 6–4           |

### Finalista en dobles (10)
| N.º | Fecha | Torneo                          | Superficie    | Compañero       | Oponente en la final             | Resultado     |
| --- | ----- | ------------------------------- | ------------- | --------------- | -------------------------------- | ------------- |
| 1.  | 1975  | Sídney                          | Hierba        | Chris Kachel    | Mark Edmondson John Marks        | 6–1, 6–1      |
| 2.  | 1980  | Forest Hills, U.S.              | Tierra batida | Paul McNamee    | Peter Fleming John McEnroe       | 6–2, 5–7, 6–2 |
| 3.  | 1980  | Bastad, Suecia                  | Tierra batida | John Feaver     | Heinz GüntDurat Markus GüntDurat | 6–4, 6–4      |
| 4.  | 1980  | Abierto de Australia, Melbourne | Hierba        | Paul McNamee    | Mark Edmondson Kim Warwick       | 7–5, 6–4      |
| 5.  | 1981  | Hamburgo, Alemania              | Tierra batida | Paul McNamee    | Hans Gildemeister Andrés Gómez   | 6–4, 3–6, 6–4 |
| 6.  | 1981  | US Open, Nueva York             | Dura          | Heinz GüntDurat | Peter Fleming John McEnroe       | DEF           |
| 7.  | 1982  | Houston, U.S.                   | Tierra batida | Mark Edmondson  | Kevin Curren Steve Denton        | 7–5, 6–4      |
| 8.  | 1982  | São Paulo, Brasil               | Tierra batida | Ferdi Taygan    | Carlos Kirmayr Cassio Motta      | 6–3, 6–1      |
| 9.  | 1985  | Boston, U.S.                    | Tierra batida | Paul McNamee    | Libor Pimek Slobodan Živojinović | 2–6, 6–4, 7–6 |
| 10. | 1986  | Sídney                          | Dura (i)      | Paul McNamee    | Boris Becker John Fitzgerald     | 6–4, 7–6      |